# 遊走
遊走（ゆうそう、英: migration）または細胞遊走（さいぼうゆうそう、英: cell migration）は、細胞などが個体内のある位置から別の位置に移動することを指し、多細胞生物の発生と維持における中心的過程である。胚発生、創傷治癒および免疫応答時の組織形成には全て、細胞が特定の方向や場所へ協調的に移動することが必要である。細胞は化学的シグナルや機械的シグナルなど、特定の外部シグナルに応答して移動することが多い。この過程中でのエラーは知的障害、血管疾患、腫瘍形成、転移などの深刻な結果をもたらす。細胞が移動するメカニズムの理解は、浸潤性腫瘍細胞の制御など、新しい治療戦略の開発につながる可能性がある。 
細胞外環境は非常に粘性が高い（レイノルズ数が小さい）ため、細胞が移動するためには継続的に力を生み出す必要がある。細胞は、こうした活発な運動を非常に多様な機構で行っている。より複雑性の低い原核生物細胞の多く（や精子）は、推進力を生み出すために鞭毛や繊毛を利用する。真核生物細胞の遊走ははるかに複雑であることが一般的であり、異なる遊走機構が組み合わされている場合もある。一般的に真核生物細胞の遊走は、細胞骨格によって駆動される細胞の形状の劇的な変化を伴う。非常に異なる2つの遊走機構の例として、crawling motion（最も広く研究されている）とブレブ駆動型機構が挙げられる。Crawling motionを行う典型例は魚類表皮ケラチノサイトであり、研究や教育目的で広く利用されている。